# SV Leonberg/Eltingen
Der SV Leonberg/Eltingen ist ein Sportverein in Leonberg mit rund 4500 Mitgliedern in 20 Abteilungen. Er entstand zum 1. Januar 2018 aus der Fusion des TSV Eltingen und der TSG Leonberg.

## Geschichte TSV Eltingen
Der Verein wurde am 22. Juli 1894 als Turnverein unter dem Namen TV 1894 Eltingen gegründet. Am 17. Mai 1950 schloss sich der Turnverein mit dem SV Eintracht Eltingen zusammen und nannte sich in TSV 1894 Eltingen um.
Nachdem die Fußballer des Vereins 1959 in die 2. Amateurliga aufstiegen, konnte man sich hier im vorderen Tabellendrittel etablieren. 1972 stieg der TSV als Meister in die 1. Amateurliga Nordwürttemberg, der damals dritthöchsten Spielklasse auf. Hier konnte sich der Verein vier Jahre halten. Die beste Platzierung in dieser Zeit war ein fünfter Platz in der Saison 1974/75. Als Tabellenfünfzehnter stieg man in der darauf folgenden Saison in die 2. Amateurliga ab, die man wiederum bereits zwei Jahre später Richtung Bezirksliga verlassen musste.
Nachdem der TSV Eltingen zwischen 1988 und 1997 nochmals in der Verbandsliga Württemberg spielte, verschwand man in der Folgezeit aus dem höherklassigen Fußball. Der Klub stieg bis in die Kreisliga B ab, konnte jedoch 2006 wieder in die Bezirksliga Enz/Murr aufsteigen. Dort wurde 2007 der Klassenerhalt vorzeitig verpasst und man stieg in die Kreisliga A ab. In der Saison 2007/08 sicherte sich die erste Mannschaft dort frühzeitig die Meisterschaft, damit auch den Aufstieg und gewann obendrein den Bezirkspokal (3:1 im Finale gegen den Bezirksliga-Meister TSV Münchingen). 2011 sicherte sich die Mannschaft in der Relegation den Aufstieg in die siebtklassige Landesliga Württemberg. 2016 musste man in wieder in die Bezirksliga Enz/Murr absteigen.
Bekannte Spieler und Funktionäre
- Robin Dutt, Spielertrainer 1995 bis 1999 bei der TSG Leonberg (erste Trainerstation), später Trainer und Funktionär bei diversen Vereinen in der Bundesliga und 2. Bundesliga sowie beim DFB
- Edmund Herr, Trainer von 1967 bis 1972, ehemaliger Lizenzspieler bei den Stuttgarter Kickers und bei FC Pforzheim in der Regionalliga Süd, Meistertrainer beim Aufstieg in die 1. Amateurliga Baden-Württemberg 1970
- Jasmin Fejzić, Fußballprofi beim VfR Aalen, Eintracht Braunschweig und 1. FC Magdeburg, begann in der Jugend beim TSV Eltingen
- Markus Krauss, ehemals Spieler beim Drittligisten Stuttgarter Kickers, begann in der Eltinger Fußballjugend
- Zvonko Kurbos, ehemals Stuttgarter Kickers, FC Metz, AS Saint-Étienne, OGC Nizza und AS Monaco, war Spielertrainer und Trainer des TSV Eltingen.
- Irsen Latifovic, ehemals Spieler beim VfB Stuttgart und bei Hansa Rostock, war Spielertrainer und Trainer des TSV Eltingen
- Eckhard Müller, späterer Fußballprofi beim VfB Stuttgart und den Stuttgarter Kickers, begann das Fußballspielen beim TSV Eltingen.
- Frank Schäffer, ehemals mit Borussia Mönchengladbach 3× Deutscher Meister 1975–1977 und 2× UEFA-Cup-Sieger (1975, 1977), begann seine Karriere beim TSV Eltingen
- Erwin Staudt, ehemaliger Präsident des VfB Stuttgart und Vorsitzender der Geschäftsführung IBM Deutschland, war früher sowohl Spieler als auch 1. Vorsitzender des TSV Eltingen.
- Kay Stisi, ehemals FC St. Pauli und VfB Lübeck, begann seine Karriere beim TSV Eltingen

## Fußball seit Fusion
Die Bezirksliga-Saison 2019/20 wurde aufgrund der Corona-Pandemie vorzeitig abgebrochen und nach der Quotientenregelung gewertet. Da der SV Leonberg/Eltingen zum Zeitpunkt des Abbruchs den besten Spiele-Punkte-Wert hatte, stieg er direkt in die Landesliga auf. 2022 gab es in der Relegation den erneuten Abstieg. 2023 wurde der Bezirkspokal gewonnen, in der ersten Runde des WFV-Pokals 2023/24 scheiterte die Mannschaft nach einer 1:2-Heimniederlage in der ersten Runde gegen den Verbandsligisten Sportfreunde Schwäbisch Hall.

## Turnen
Von der TSG Leonberg wurde die Tradition des Turnens übernommen. Zusammen mit der SpVgg Renningen, dem TSV Gärtringen und dem VfL Herrenberg bildet der Verein die Kunstturnriege WTG Heckengäu, die 2022 und 2023 in der 2. Bundesliga turnte.

## American Football & Cheerleading
Die 2016 als Abteilung der TSG Leonberg gegründete Abteilung Football & Cheerleading, die im Football als Leonberg Alligators antreten, wurde 2018 mit der Fusion Teil des SV Leonberg/Eltingen. Dem Seniors-Team, das erstmals 2018 in einer Pflichtspielrunde antrat, gelang 2023 der vierte Aufstieg innerhalb von sechs Jahren und tritt somit seit 2024 in der drittklassigen Regionalliga Südwest an.

## Sportstätten
Das Vereinsgelände des SV Leonberg/Eltingen befindet sich an der Bruckenbachstaße im Stadtteil Eltingen. Die erste Fußballmannschaft trägt ihre Heimspiele in der Regel im TSV-Stadion aus. Es verfügt über ein Rasenfußballfeld sowie von der Leichtathletikabteilung genutzte Lauf-, Sprung- und Wurfanlagen. Der LEWA-Sportpark besteht aus einem Kunstrasenspielfeld mit Weitsprunganlage, einem kleineren Rasenspielfeld sowie einer Beachanlage für Volleyball und Handball. Anstelle eines Trainingsplatzes wurde bis 2019 ein weiterer Fußballplatz mit Hybridrasen gebaut. Die alte TSV-Halle wurde abgerissen, an deren Stelle entstand bis zum Sommer 2021 das neue Vereinssportzentrum „Sport Welt Leonberg“, das auch ein Fitnesszentrum beinhaltet. Der Tennisabteilung stehen sechs Sandplätze sowie eine Halle mit drei Feldern und Gastronomie zur Verfügung. Auf dem Engelberg ist ein weiteres Rasenspielfeld, das bis zur Fusion von der TSG Leonberg bespielt wurde. Der TSG-Kunstrasenplatz an der Ditzinger Straße wurde zugunsten von Wohnbebauung aufgegeben.